# Benediktinerkloster

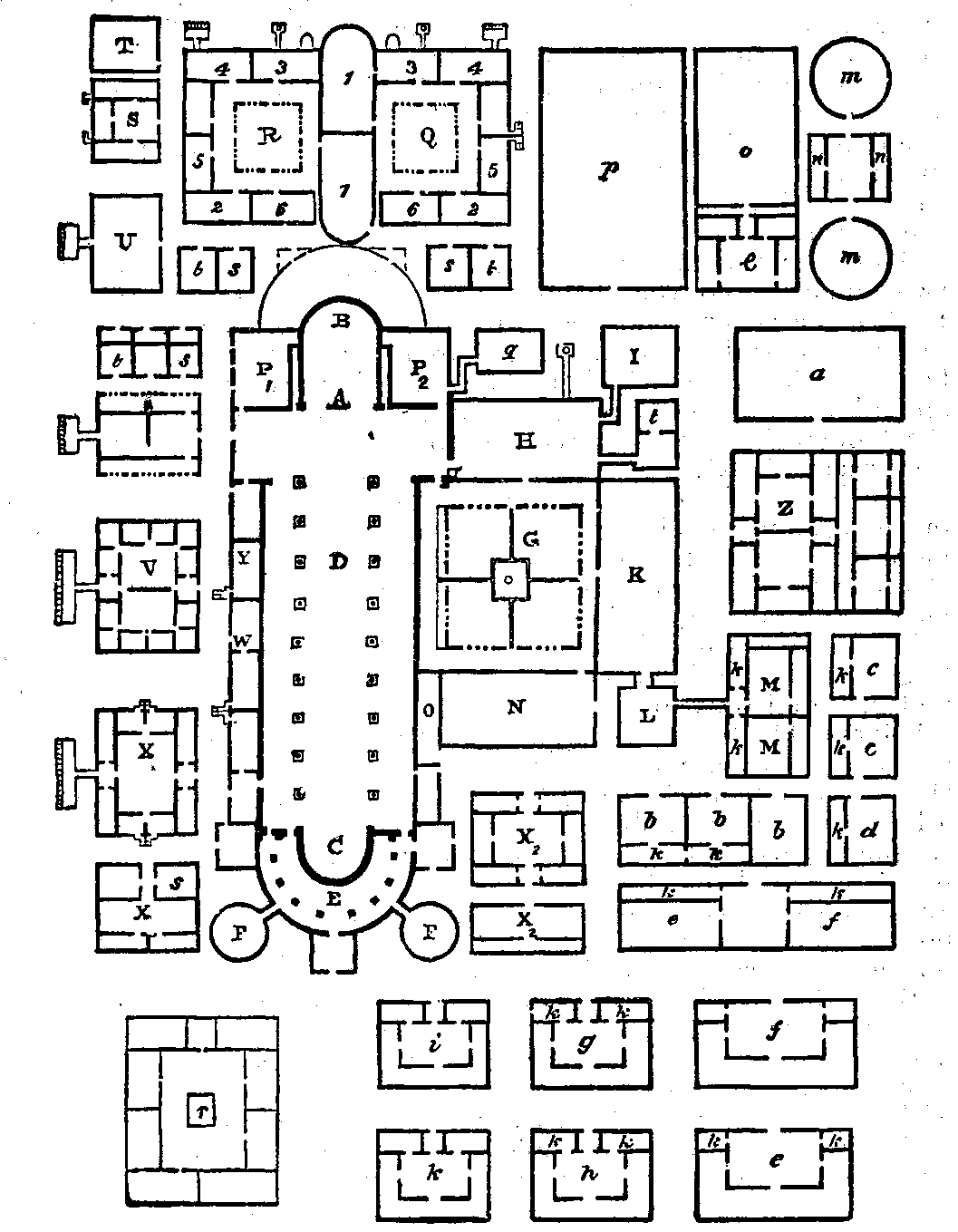
Der St. Galler Klosterplan – das idealisierte Benediktinerkloster

Als Benediktinerkloster wird eine ortsfeste, klösterliche Gemeinschaft von Mönchen (Priestern und Laien) oder Nonnen des Benediktinerordens bezeichnet.

## Kloster, Abtei und Stift
Ein Benediktinerkloster ist in der Regel eine Benediktinerabtei, eine Klostergemeinschaft, deren Vorsteher ein Abt ist, dem ein Prior zur Seite steht.
Kleinere Benediktinerklöster nennt man Priorat. Es finden sich auch die lateinischen Bezeichnungen abbatiola, cella, monasteriolum und praepositura. Priorate können vollständig von einer Mutterabtei abhängig sein, aber auch rechtlich autonom und finanziell eigenständig, ohne zur Abtei erhoben worden zu sein.
Beim Benediktinerstift steht meist der Gebäudekomplex und die Kirche im Vordergrund, was allerdings (außer bei früheren, zerstörten oder aufgelassenen Niederlassungen) die Existenz einer Klostergemeinschaft (Konvent) einschließt.
Hauptaufgabe eines Benediktinerklosters ist der Vollzug des liturgischen „Offiziums“, das in Gemeinschaft vollzogene Stundengebet und die tägliche Feier der heiligen Messe. Eine Abtei oder ein Stift kann auch seelsorgliche Tätigkeiten in der Umgebung ausüben (Betreuung von Pfarreien und Gemeinden, Beichtseelsorge usw.).
Eine Benediktinerabtei untersteht in ihren inneren Angelegenheiten nicht dem Bischof, in dessen Diözese sie gelegen ist, sondern ist exemt (exemptio partialis). Der Abt hat im Kloster einen Rang ähnlich dem Bischof einer Diözese und ist der Obere/Vorsteher und Geistliche Vater (Vater Abt) der Klosterangehörigen.

## Gebäudekomplex
Die Örtlichkeit eines Stiftes – und meist auch von Klöstern und Abteien – beinhaltet
- die Kirche als das Zentrum der benediktinischen Frömmigkeit und Gebetes. Sie steht in vielen Fällen auch der Ortsgemeinde zur Verfügung.
- das Klostergebäude mit der Klausur, Wohneinheiten für die Ordensmitglieder, Ess- und Gemeinschaftsräumen
- jeweils örtlich verschiedene Zusatzräumlichkeiten (z. B. Gästehaus oder Gästezimmer, Musikschule, Begegnungs- und Veranstaltungsräume)
- die Bibliothek, fallweise Apotheke, Garten (Klostergarten, Kräutergarten), Werkstätten usw.

## Kultur und Bildungswesen
Die Gebets- und Kultur-Tradition hängt mit den spezifischen Ordensregeln und der Geschichte der Benediktiner zusammen:
- dem Auftrag Ora et labora et lege (Bete und arbeite und lies!)
- und der Stabilitas loci (der Mönch bleibt im Regelfall in dem Kloster, wo er seine Ordensgelübde abgelegt hat).

Der Orden des heiligen Benedikt (Ordo Sancti Benedicti, Abkürzung OSB) war der erste, der in Europa in größerem Ausmaß tätig wurde, und ist daher geschichtlich mit der Besiedelung (auch nach der Völkerwanderung, als bei Klöstern häufig auch Zivilsiedlungen entstanden), mit der Mission, oft mit Urbarmachung (Rodungen etc.) und fast immer mit Aufgaben der Bildung und des Bildungsauftrags eng verknüpft. In der Hochblüte, im Mittelalter, gab es bis zu 37.000 Klöster, die als Bildungs- und Gasthäuser dienten.
Da im Mittelalter oft die Priester die einzigen waren, die lesen und schreiben konnten, ergab sich das Schulwesen des Ordens fast von selbst. Mehrere Benediktinerabteien führen heute noch eine Schule oder machen Angebote der Erwachsenenbildung und Rekreation; im Kloster auf Zeit in einigen Abteien kann man im Kloster oder Gästehaus wohnen und am Leben der Mönche teilhaben.
Manche Abteien pflegen auch besondere Formen des Buchdrucks und der literarisch-kulturhistorischen Wissenschaften, wie z. B. die Abtei Ettal (Bayern), theologische und liturgische Forschungen und Editionen sowie weitere Aufgaben der Geistes- und Naturwissenschaft. Abteien können Buch- und Kunstverlage, Buchhandlungen, Handwerksbetriebe oder eine Landwirtschaft betreiben, wie etwa die Abtei Maria Laach. Benediktinerabteien mit ihren Kirchen sind Orte, an denen Gregorianischer Gesang und andere Formen der Kirchenmusik gepflegt werden.
Die Kunst- und Musiktradition wird auch an manchen aufgelassenen Klöstern fortgeführt, teilweise in Form von Festivals oder Musikwettbewerben. Ein bekanntes Beispiel dafür ist die Kirche von Stift Ossiach (Kärnten) und ihre Sommerkonzerte (Orgel).
Seit ihrer Gründung waren Benediktinerklöster mit einem Klostergarten ausgestattet, der die wirtschaftliche Unabhängigkeit sichern soll. Durch ihre Kultivierung von Nutz- und Zierpflanzen innerhalb der Klostermauern gelten die Benediktiner als Begründer des Gartenbaus im Mittelalter.
Ähnliches wie für Benediktinerklöster gilt auch für die Klöster der Zisterzienser, deren Orden aus dem der Benediktiner hervorgegangen ist.

## Benediktinerklöster im deutschen Sprachraum
In Deutschland gibt es 30 Niederlassungen der Benediktiner, 16 in Österreich, sieben in der Schweiz sowie zwei in Südtirol. Dazu kommen jene der Benediktinerinnen und der Zisterzienser/-innen.